# 柏恩斯 (俄勒岡州)
柏恩斯（Burns）是俄勒岡州哈尼縣的縣治。根據2010年人口普查，人口為2,806人。